# Peder Elias
Peder Elias Eriksrud Kjørholt; más conocido por su nombre artístico Peder Elias, (Trondheim, Noruega, 14 de enero de 1997),es un Cantautor noruego.

Debutó en 2018 y lanzó su primer álbum, Love & Loneliness, en 2022.De niño, cantó en el Coro de Niños de la Catedral de Nidaros.

Desde sus inicios, ha ganado especial popularidad en Asia,llegando a colaborar con artistas como Cha Eun-woo.

## Vida
Elias, es originario de Trondheim. Su carrera musical comenzó en el año 2018, cuando publicó sus primeras canciones. Poco antes del inicio de la Pandemia de COVID-19, su canción Bonfire se difundió en Corea del Sur. Al comienzo de la pandemia, participó con una presentación en un festival surcoreano transmitido por Internet.

En abril de 2022 lanzó su álbum debut, Love & Loneliness. Ese mismo mes, el integrante de BTS, Jung-kook mencionó en Instagram que la canción Loving You Girl estaba entre sus favoritas. La canción es una versión cover del tema del mismo nombre de la banda noruega Opus X, que Elias lanzó junto a Hkeem, en mayo de 2021. La canción entró en las listas de música coreanas.

En noviembre de 2022 ganó en los Genie Music Awards, un premio musical surcoreano, en la categoría de «Mejor Artista Pop». En 2023 lanzó junto con la subunidad BSS del grupo masculino surcoreano Seventeen el sencillo 7PM. También con esta canción logró entrar en las listas musicales coreanas. Por sus éxitos internacionales en el año 2022, recibió un premio en el galardón musical noruego Spellemannprisen. En marzo de 2024 lanzó su segundo álbum, Youth & Family.

## Discografía

### Álbumes
- Love & Loneliness (2022)[5]

### Canciones
| Título                                        | Año  | Puestos más altos en las listas musicales | Puestos más altos en las listas musicales | Puestos más altos en las listas musicales | Puestos más altos en las listas musicales | Álbum             |
| Título                                        | Año  | KOR                                       | NOR                                       | NZ Hot                                    | US World                                  | Álbum             |
| --------------------------------------------- | ---- | ----------------------------------------- | ----------------------------------------- | ----------------------------------------- | ----------------------------------------- | ----------------- |
| "Loving You Girl" (con Hkeem)                 | 2021 | 111                                       | —                                         | —                                         | —                                         | Love & Loneliness |
| "When I'm Still Getting Over You" (con Paige) | 2022 | —                                         | —                                         | 39                                        | —                                         | Love & Loneliness |
| "7PM" (7시에 들어줘) BSS con Peder Elias)     | 2023 | 49                                        | —                                         | —                                         | 13                                        | Second Wind       |
| "Paper Plane"                                 | 2023 | —                                         | —                                         | —                                         | —                                         |                   |
| "Who I Am" (con Alan Walker y Putri Ariani)   | 2024 | —                                         | 18                                        | —                                         | —                                         | Walkerworld 2.0   |
| "Hey Hello" (con Cha Eun-woo)                 | 2024 | —                                         | —                                         | —                                         | —                                         |                   |

## Premios y nominaciones
| Premio             | Año  | Categoría                   | Nominado    | Resultado | Ref.          |
| ------------------ | ---- | --------------------------- | ----------- | --------- | ------------- |
| Genie Music Awards | 2022 | Mejor Artista Pop           | Peder Elias |           | [ 23 ]        |
| Spellemannprisen   | 2023 | Éxito Internacional del Año | Peder Elias |           | [ 24 ] [ 14 ] |